# بزک‌آباد (اندیکا)
بزک‌آباد، روستایی از توابع بخش اندیکا شهرستان مسجدسلیمان در استان خوزستان ایران است.	

## جمعیت
این روستا در دهستان قلعه خواجه وبا 500 متر فاصله در ورودی شهر قلعه خواجه از سمت شرق وشهرکرد قرار دارد که به روستای غلامحسین آباد  چگارمان تغییر نام پیدا کرذ. و براساس سرشماری مرکز آمار ایران در سال ۱۳۸۵، جمعیت آن ۴۰ نفر (۷خانوار) بوده‌است.